# 天主教圣奥古斯丁教区
天主教聖奧古斯丁教區（拉丁語：Diocesis Sancti Augustini）是美國一個羅馬天主教教區，屬邁阿密總教區。成立於1870年3月11日。
範圍包括佛羅里達州東北部十六縣，教座位於聖奧古斯丁。2010年有教友171,000人（佔轄區人口8.7%）、五十一個堂區、一百三十六名司鐸。現任教區主教為斐利佩·德赫蘇斯·艾斯特華。